# 杨一木
杨一木（1911年—2011年），曾用名杨仁甫、杨寿亭，男，山西临汾人，中华人民共和国政治人物，曾任甘肃省人民委员会副省长，第七届全国人大代表。